# Shimao International Plaza
Shimao International Plaza es un rascacielos de 60 plantas y 333 metros (1 093 pies) ubicado en Shanghái, China. La construcción del edificio empezó en el año 2001, finalizando en 2006. Tiene una superficie total de 91 600 m², que se distribuye entre oficinas y un hotel. El piso más alto del edificio está localizado a 246 metros de altura, mientras que dos antenas de 87 metros elevan la altura arquitectónica hasta los 333 metros. El rascacielos fue diseñado por el estudio de arquitectura Ingenhoven.

## Galería

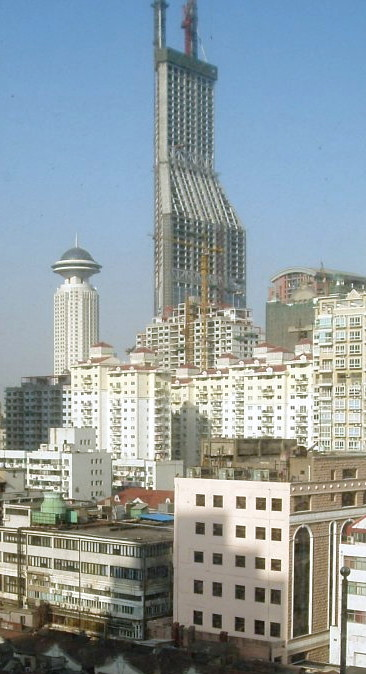
El edificio durante su construcción en 2005
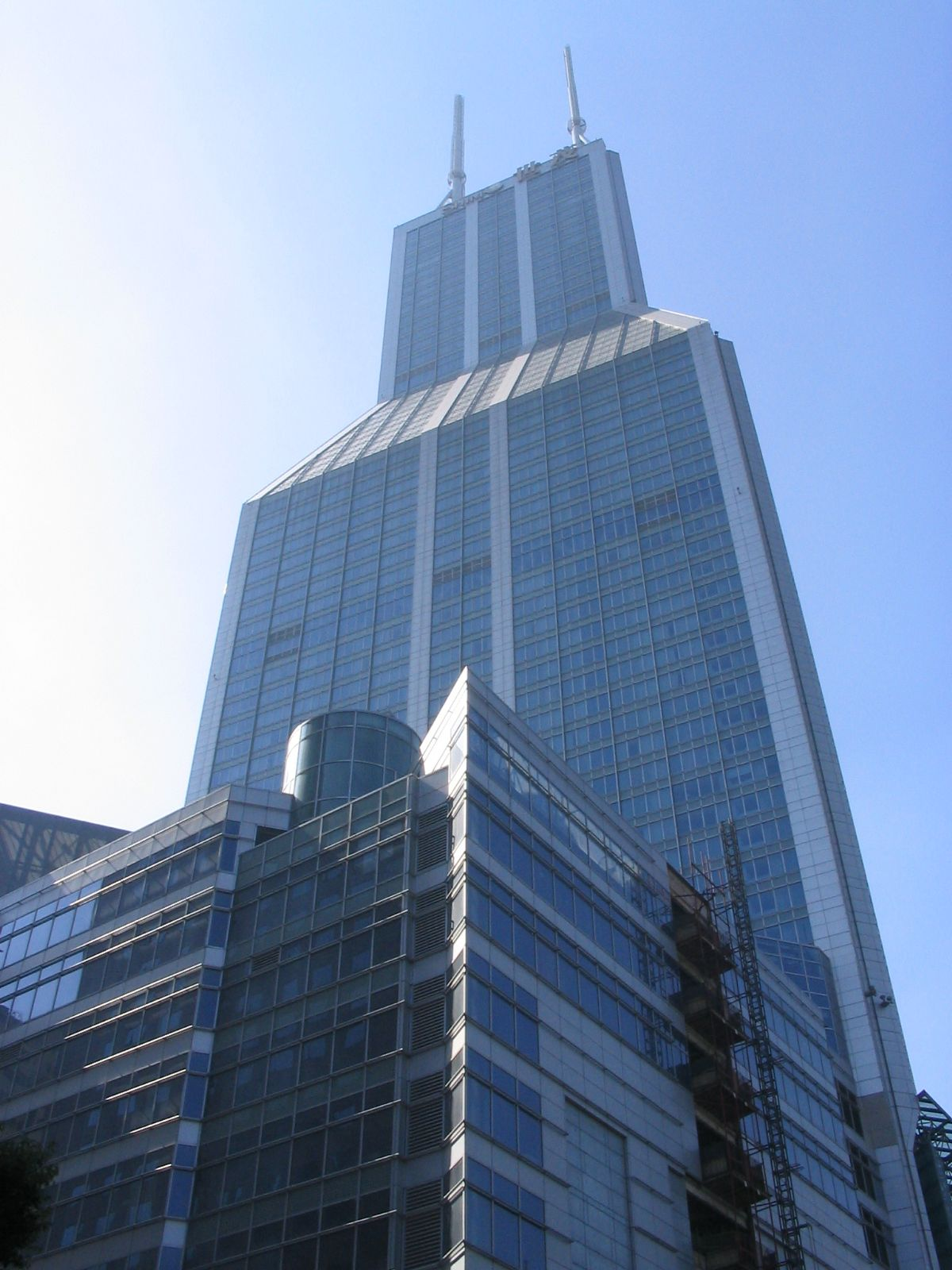
Vista del rascacielos desde su base